# 葦棘鼠
葦棘鼠（學名：Kannabateomys amblyonyx），也叫南方竹鼠，屬於哺乳綱嚙齒目棘鼠科，主要生活在南美的阿根廷、巴西和巴拉圭。